# Il signor Rossi cerca la felicità
Il signor Rossi cerca la felicità è un film d'animazione del 1976 diretto da Bruno Bozzetto ed è il primo lungometraggio col signor Rossi.

## Trama
Grazie ad un fischietto magico datogli dalla fata Sicura, il signor Rossi, insieme al cane Gastone, si ritrova a viaggiare nel tempo: nella preistoria, nell'antica Roma, nel Medioevo, sull'isola del tesoro, nel mondo delle favole, nell'antico Egitto, nell'anno 3000. Il lungo viaggio tra le tante epoche storiche ha un unico scopo: trovare la felicità che alla fine scoprirà solo nella propria epoca.

## Distribuzione
Il film fu distribuito in Europa ed ebbe un grande successo soprattutto in Germania Ovest nel 1976 e in Spagna nel 1983. In Italia fu trasmesso in anteprima dalla Rai a Natale del 1976 e solo in seguito distribuito al cinema.

### Data di uscita
| Date di pubblicazione internazionali | Date di pubblicazione internazionali | Date di pubblicazione internazionali           |
| Paese                                | Titolo film                          | Date                                           |
| ------------------------------------ | ------------------------------------ | ---------------------------------------------- |
| Italia                               | Il Signor Rossi cerca la felicità    | 25 dicembre 1976 (TV, Rete 1) 25 novembre 1978 |
| Regno Unito                          | Mr. Rossi Looks For Happiness        | 1976                                           |
| Stati Uniti                          | Mr. Rossi Looks For Happiness        | ?                                              |
| Francia                              | Monsieur Rossi cherche le bonheur    | 1976                                           |
| Germania                             | Herr Rossi sucht das Glück           | 4 marzo 1976                                   |
| Spagna                               | El señor Rossi busca la felicidad    | 1983                                           |
| Argentina                            | El señor Rossi busca la felicidad    | ?                                              |
| Canada francese                      | M. Rossi et le sifflet magique       | ?                                              |
| Danimarca                            | Hr. Rossi søger lykke                | ?                                              |
| Paesi Bassi                          | De heer Rossi zoekt geluk            | ?                                              |
| Portogallo                           | O Sr. Rossi procura a felicidade     | ?                                              |
| Brasile                              | O Sr. Rossi procura a felicidade     | ?                                              |
| Azerbaigian                          | Mister Rossi xoşbəxtlik axtarır      | ?                                              |
| Turchia                              | Bay Rossi Mutluluk Arıyor            | ?                                              |
| Svezia                               | Signor Rossi söker lyckan            | ?                                              |
| Finlandia                            | Herra Rossi onnea etsimässä          | ?                                              |
| Iran                                 | ایجاد آقای رُوسی دنبال شادی می‌گردد    | ?                                              |

## Versioni
Del film esistono due versioni tra quella italiana, tedesca e spagnola: nella versione italiana la scena del Far West è stata tagliata (è inserita nel cofanetto Il Signor Rossi - Una Vita Da Cartone) mentre nella versione tedesca e spagnola in VHS la scena è presente.